# Gorgo (film)
Gorgo is een Britse sciencefiction/horrorfilm uit 1961, duidelijk gebaseerd op de Japanse Godzillafilms. De film werd geregisseerd door Eugène Lourié. De hoofdrollen werden vertolkt door Bill Travers, William Sylvester en Vincent Winter.

## Verhaal
Kapitein Joe Ryan is met zijn crew op zoek naar schatten voor de kust van Ierland. Een vulkaanuitbarsting brengt zijn schip bijna tot zinken. Ryan en zijn eerste stuurman Sam Slade varen met hun gehavende schip naar Nara Island voor reparaties. Terwijl ze de haven binnenvaren, vinden ze drijvende karkassen van zeedieren op het water.
Ryan en Slade contacteren de havenmeester. Volgens hem zijn een paar van zijn medewerkers op mysterieuze wijze verdwenen. Een van hen is van angst gestorven. Die nacht duikt een reptielachtig monster op, en valt een groep vissers aan. De eilandbewoners weten het beest te verdrijven. Ryan is geobsedeerd door het monster. Met zijn crew slaagt hij erin het beest te vangen, waarna ze koers zetten naar Londen. In Londen krijg Ryan van veel mensen, met name wetenschappers, het aanbod het monster aan hen te verkopen. Hij kiest uiteindelijk voor de hoogste bieder: een circus. De circuseigenaar noemt het beest Gorgo (naar de Gorgonen), en maakt van het monster de hoofdattractie van zijn circus.
De wetenschappers die wel onderzoek mogen doen naar Gorgo doen een schokkende ontdekking: het beest is nog maar een jong. Al snel komt de volwassen Gorgo naar Londen om haar jong terug te halen. Deze Gorgo is 60 meter hoog, en bestand tegen alles wat het leger inzet. In haar zoektocht vernielt ze bijna heel Londen, inclusief de Big Ben en de Tower Bridge. Uiteindelijk vindt ze Gorgo, en de twee keren terug naar zee.

## Rolverdeling
| Acteur             | Personage           |
| ------------------ | ------------------- |
| Bill Travers       | Joe Ryan            |
| William Sylvester  | Sam Slade           |
| Vincent Winter     | Sean                |
| Christopher Rhodes | McCartin            |
| Joseph O'Conor     | Professor Hendricks |
| Bruce Seton        | Professor Flaherty  |
| Martin Benson      | Mr. Dorkin          |
| Maurice Kauffmann  | Radio Reporter      |
| Basil Dignam       | Admiral Brooks      |

## Achtergrond
Oorspronkelijk zou de film zich af gaan spelen in Japan. Deze locatie werd al snel aangepast naar Frankrijk, en ten slotte Londen. Volgens Bill Warrens filmboek Keep Watching the Skies werd ook Australië een tijdje overwogen, maar dit plan werd verworpen.
De scènes waarin de jonge Gorgo door de straten van Londen wordt vervoerd werden opgenomen op een zondagochtend zodat de filmcrew geen last had van het verkeer.
Regisseur Eugène Lourié was aanvankelijk tegen het plan om het leger tegen de volwassen Gorgo te laten vechten daar volgens hem vuurwapens een beest zouden doden, ongeacht hoe groot het was. De filmstudio stond er echter op dat de scènes wel werden toegevoegd. Na het verschijnen van de film bemachtigde Lourié een exemplaar, waarin hij al deze scènes weer verwijderde.
De special effects gebruikt voor de film waren gelijk aan die van de vele tokusatsu films en series uit die tijd. Het monster werd gespeeld door een acteur in een kostuum, staand in een miniatuurlandschap. De effecten komen voor de hedendaagse kijker gedateerd over, en vormen dan ook geregeld een bron van kritiek.
De film bracht een kortlopende stripserie voort, gepubliceerd door Charlton Comics.
In 1998 werd de film bespot in de cultserie Mystery Science Theater 3000.